# Олдхэм, Уилл
Уи́лл О́лдэм (англ. Will Oldham), творческие псевдонимы Bonnie 'Prince' Billy или Bonny Billy (родился 24 декабря 1970 в Луисвилле, Кентукки), — американский певец, сочинитель песен и актёр. C 1993 до 1997, до принятия псевдонима, он записывал альбомы под именем Palace, также называя свои проекты Palace Brothers, Palace Songs и Palace Music.

## Работа в кино
Кинодебют у Уилла случился в 17 лет — он сыграл подростка-проповедника в фильме «Матеван» (1987), режиссёра Джона Сэйлза. Олдэм переехал в Голливуд и продолжал работать в кино, однако, быстро разочаровался в киноиндустрии и в 1989 году её покинул. После он появлялся в нескольких фильмах в эпизодических ролях. В 2006 вышел заметный фильм «Старая радость», снятый в стиле «роад муви», где Олдэму уделена главная роль. В том же году выходит фильм «Гватемальское рукопожатие», где Уилл также появился в главной роли. Ещё Уилл Олдэм сыграл роль проповедника в комедийном сериале "Чудо-шоу"(7-й эпизод 2-го сезона: "Конские яблоки").
Цитата из фильма «Раскаты грома» использовалась в треке «Blood Embrace» из альбома «Superwolf» Уилла Олдэма и Мэтта Суини. Речь идёт о фразе Джэнет, адресованной Рэйну о том, что она имеет роман с Клиффом. Всё начинается со слов Джэнет: «Я была с другим мужчиной», а заканчивается словами Рэйна: «Я лишь хочу жить здесь».